# София Магдалена Датская
София Магдалена Датская (дат. Sophie Magdalene af Danmark, швед. Sofia Magdalena av Danmark; 3 июля 1746 — 21 августа 1813) — принцесса Дании и Норвегии из династии Ольденбургов, королева Швеции в качестве супруги короля Густава III.

## Биография

### Семья и ранние годы
София Магдалена родилась 3 июля 1746 года во дворце Кристиансборг. Она была вторым ребёнком и старшей дочерью в семье кронпринца Фредерика и его жены, принцессы Луизы Великобританской. У неё был старший брат, принц Кристиан, родившийся в 1745 году, а впоследствии появились ещё две сестры — Вильгельмина Каролина и Луиза, и младший брат Кристиан.
Через месяц после её рождения скончался её дед, король Кристиан VI, и её отец взошёл на трон Дании и Норвегии. В 1747 году умер её старший брат, и София Магдалена стала предполагаемой престолонаследницей. Этот статус сохранялся за ней после рождения младшего брата в 1749 году и вплоть до её замужества.
Весной 1751 года, в возрасте пяти лет, она была помолвлена с шведским принцем Густавом, сыном короля Адольфа Фредрика и королевы Луизы Ульрики. Этот брачный альянс был организован шведским риксдагом с целью установить мир между Данией и Швецией, имевших длительную историю военных конфликтов. Обе королевские семьи отнеслись настороженно к этим планам. Луиза Ульрика настаивала на том, чтобы маленькая принцесса росла и воспитывалась при шведском дворе. Против этого категорически возражала королева Луиза, мать Софии Магдалены, опасавшаяся за будущность своей дочери в Швеции, учитывая, что Луиза Ульрика с презрением относилась к Дании и датчанам.
Королева Луиза умерла в декабре 1751 года, и король Фредерик V вскоре женился во второй раз, на Юлиане Марии Брауншвейг-Вольфенбюттельской. После смерти матери София Магдалена и её сёстры остались под присмотром бабушки, Софии Магдалены Бранденбург-Кульмбахской, получив строгое религиозное воспитание. Её гувернанткой стала Жанна Росслен, под руководством которой София Магдалена изучала историю, географию, рисование, а также английский, французский и немецкий языки. Танцы и музыку ей преподавал французский учитель Пьер Лоран. У неё сложились хорошие отношения с сёстрами и братом, а также с бабушкой и мачехой, но при общении с отцом, который вёл разгульный образ жизни, часто возникали неприятные ситуации.
В 1760 году переговоры о помолвке Софии Магдалены и Густава возобновились с подачи датской стороны, рассматривавшей этот брачный союз как престижную партию. Шведская королева Луиза Ульрика в ответ заявила, что решение о помолвке было принято под давлением бывшего канцлера Карла Густава Тессина и теперь уже не имело силы. Она намеревалась обручить сына со своей племянницей, Филиппиной Бранденбург-Шведтской, и вела переговоры с императрицей Екатериной и своим братом Фридрихом Прусским, дабы создать какую-нибудь политическую выгоду для Дании в обмен на расторгнутую помолвку. Однако шведский народ одобрительно отнёсся к браку наследника с датской принцессой, надеясь, что она окажется похожей на королеву Ульрику Элеонору, жену Карла XI, известную своей добротой и милосердием. Это мнение разделяла и политическая партия «колпаков», ожидая, что София Магдалена станет примером добродетельного и религиозного представителя королевской семьи в отличие от высокомерной Луизы Ульрики. Король Фредерик также выступал за этот альянс, не желая «жертвовать интересами своей дочери из-за предрассудков и прихотей шведской королевы».
В 1764 году и сам жених, кронпринц Густав, стремясь освободиться от влияния матери и создать свой собственный двор, воспользовался общественным мнением, чтобы заявить Луизе Ульрике о своём желании соблюсти обязательства, и 3 апреля 1766 года помолвка была официально отпразднована.

### Кронпринцесса Швеции

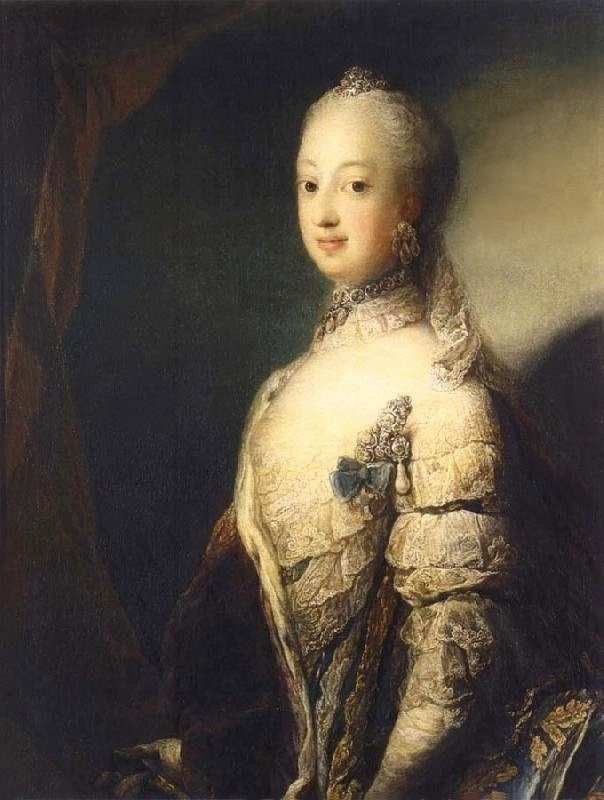
Портрет работы Карла Пило, выполненный примерно за год до замужества Софии Магдалены. Из коллекции Национального музея Швеции

1 октября 1766 года во дворце Кристианборг в Копенгагене состоялась свадьба по доверенности, представителем жениха на которой выступил единокровный брат Софии Магдалены, принц Фредерик. На свою новую родину принцесса отправилась морским путём, отплыв из Кронборга через пролив Эресунн в Хельсинборг. Там её встретили принц Густав, его брат Карл, герцог Сёдерманландский, и барон Шек, посол Дании при шведском дворе. По прибытии в Стокгольм София Магдалена познакомилась с королём Адольфом Фредериком и королевой Луизой Ульрикой, а 28 октября она была официально представлена королевскому двору в Дроттнингхольме. Венчание кронпринца Густава Шведского и принцессы Софии Магдалены Датской состоялось 4 ноября 1766 года в Королевской часовне Стокгольмского дворца.
Но их брак, заключённый по политическим мотивам, не был счастливым. Поначалу София Магдалена произвела хорошее впечатление на шведскую знать своей красотой, элегантностью и умением танцевать, однако её застенчивость, молчаливость и сдержанность воспринимались в обществе как холодность и заносчивость. Отношения со свекровью, королевой Луизой Ульрикой, у неё не сложились: та не упускала случая унизить невестку и всячески препятствовала сближению молодых супругов, а сам Густав, чтобы избежать конфликтов с матерью, не проявлял никакой симпатии к жене.
София Магдалена пользовалась популярностью у партии «колпаков», которых поддерживала Дания, тогда как Луиза Ульрика и Густав отдавали предпочтение партии «шляп». «Колпаки» считали, что София Магдалена станет символом добродетели и религиозности при королевском дворе, и официально выражали ей свою поддержку. Посол Дании советовал принцессе не вмешиваться в политику, и когда шпионы Луизы Ульрики доложили, что София Магдалена получила письма от посла через своё окружение, королева сочла её сторонницей продатской партии «колпаков». В результате она была изолирована от любых контактов с датским посольством, а Луиза Ульрика подстрекала Густава, чтобы тот заставил жену отослать её приближённых обратно в Данию. София Магдалена отказывалась сделать это вплоть до 1770 года, что лишь усиливало напряжённость в их отношениях. В 1768 году фрейлина Шарлотта Спарре предприняла попытку примирить супругов, когда они отдыхали в своей летней резиденции, замке Экольсунд, однако это ни к чему не привело, и их брак ещё несколько лет оставался незавершённым. Впоследствии у Густава и Софии Магдалены появилось двое сыновей: принц-наследник Густав Адольф, родившийся в 1778 году, и Карл Густав, родившийся четырьмя годами позже и умерший в младенчестве. По слухам, настоящим отцом детей был фаворит и, якобы, любовник королевы Адольф Фредрик Мунк.

### Королева Швеции

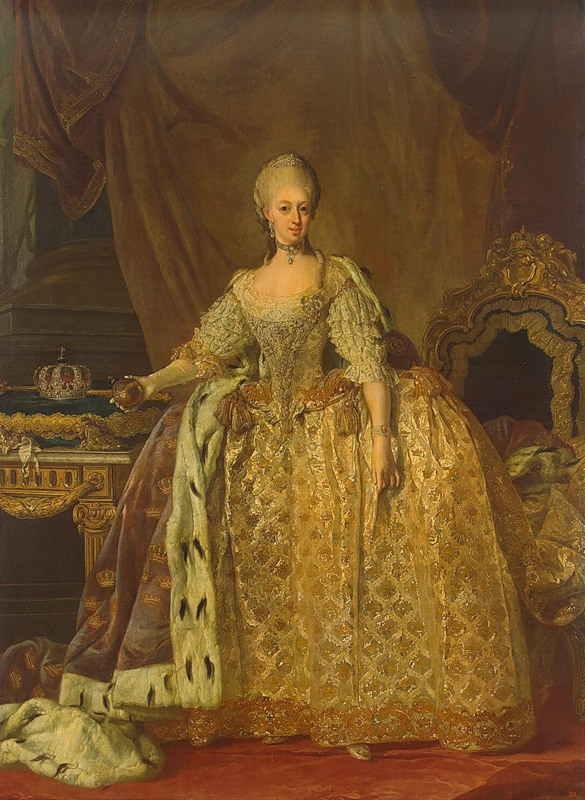
Официальный портрет Софии Магдалены как королевы Швеции. Художник Лоренц Паш-младший, коллекция Государственного Эрмитажа

В феврале 1771 года скончался свёкор Софии Магдалены, король Адольф Фредрик, и её муж взошёл на шведский престол под именем Густава III. Коронация нового короля и королевы состоялась в церкви Святого Николая 29 мая 1772 года, а в августе того же года при непосредственном участии Густава в Швеции произошёл государственный переворот, укрепивший абсолютную монархию и ограничивший полномочия риксдага. София Магдалена не была осведомлена о готовившемся событии, так как была скомпрометирована в глазах короля не без помощи Луизы Ульрики, выставлявшей её поборницей интересов Дании. Предполагалось, что Дания выступит против переворота, а кроме того, в то время в Швеции строились планы отвоевать у Дании Норвегию.
Тем не менее в определённой мере она всё же была в курсе политических новостей. Конфликт между ней и вдовствующей королевой Луизой Ульрикой был общеизвестен и воспринимался негативно, однако симпатии многих были на стороне Софии Магдалены. В тогдашней газете Dagligt Allehanda была опубликована басня Rävinnan och Turturduvan («Лисица и горлинка»), повествующая о невинной Горлинке (София Магдалена), оклеветанной злой Лисицей (Луиза Ульрика), которую поддержали Вторая Лисица (обер-гофмейстерина Анна Мария Ярне) и остальные Лисы (придворные). Предположительно, басня исходила от партии «колпаков».
Вследствие своей застенчивости и замкнутости София Магдалена так никогда и не была вхожа в ближний круг своего супруга-короля. С годами они всё больше отдалялись друг от друга, и Густав III обычно проводил досуг в компании фаворитов, особенно благоволя Густаву Морицу Армфельту. Софии Магдалене был не по душе яркий образ жизни короля и его двора, однако свои церемониальные обязанности в качестве королевы она исполняла безукоризненно в соответствии с придворным этикетом. В «Дневнике» её родственницы, принцессы Шарлотты, она предстаёт как холодная надменная красавица, весьма любезная, но необщительная и нелюдимая. По мнению Шарлотты, когда королева исполняла свои обязанности, это выглядело так, будто бы она «вынуждена встречаться с людьми».
София Магдалена предпочитала более спокойное времяпровождение, нежели её супруг, допуская к себе лишь самых близких друзей, одними из которых были Шарлотта Мандерстрём и Мария Аурора Уггла. Порой она принимала участие в представлениях любительского театра Густава, играя в основном незначительные роли. Она часто бывала в театре, увлекалась модой, хотя из-за последнего её упрекали в тщеславии. Она интересовалась литературой и самостоятельно изучала различные науки: в её библиотеке были труды по географии, генеалогии и истории. Она учила иностранные языки и регулярно читала французские журналы. В её свите были популярные и неординарные представительницы шведского дворянства: Августа фон Ферзен, её сестра Ульрика, Луиза Мейерфельдт, а также художницы Марианна Эренстрём и Шарлотта Седеркрёйтц. По словам Августы фон Ферзен, София Магдалена была вполне образованной, но окружающие не воспринимали её таковой, так как она редко вступала в беседу.
Тем временем её отношения с супругом не улучшались: он всё чаще предпочитал общество фаворитов, и к 1786 году это привело к открытой конфронтации. Король отдал часть покоев Софии Магдалены в Королевском дворце в пользование своему главному фавориту Густаву Морицу Армфельту. Королева воспротивилась, отказавшись появляться на придворных мероприятиях и запретив своим фрейлинам принимать приглашения от короля без её согласия. В 1787 году она вновь противостояла королю, пригрозив обратиться к риксдагу за поддержкой, если он возьмёт с собой их старшего сына в поездку по Финляндии, и через год ей удалось помешать ему сделать это. Кроме того, она упрекала супруга в том, что тот никак не запрещал своим фаворитам всячески злословить в её адрес.

## Образ в кино
- «Дезире: любовь императора Франции[англ.]» (США, 1954) — актриса Дороти Ньюманн
- «Брак короля Густава III» (Швеция, 2001) — актриса Ибен Йейле